# برنارد هنت
برنارد هنت (بالإنجليزية: Bernard Hunt)‏ هو لاعب غولف بريطاني، ولد في 2 فبراير 1930 في Atherstone ‏ في المملكة المتحدة، وتوفي في 21 يونيو 2013.

## وصلات خارجية
- برنارد هنت على موقع رابطة أوروبا للاعبي الغولف المحترفين (الإنجليزية)